# Jan-Michael Williams
Jan-Michael Williams (Couva, 26 ottobre 1984) è un ex calciatore trinidadiano, di ruolo portiere.

## Carriera
Ha partecipato con la squadra Under-17 al Campionato mondiale di calcio Under-20 nel 2001. Ha giocato anche con la Nazionale Under-23 prima di vestire la maglia della Nazionale maggiore. Mentre giocava nella squadra del college parò l'ultimo decisivo rigore contro El Dorado Secondary nel torneo Under-14 nel 2001. Questo portò il St. Anthony alla finale che fu giocata in Tobago.
Mentre giocava per il W Connection, divenne il primo portiere a segnare un gol in una Pro Bowl. La rete (un colpo di testa) arrivò nel recupero e diede alla sua squadra un pareggio per 1-1 contro lo United Petrotrin, che li spedì ai tempi supplementari e poi ai calci di rigore, il 18 maggio 2007. Alla fine la sua squadra vinse per 3-0. Dopo un passaggio in Europa, prima con i belgi del Royal White Star Woluwe e poi con i magiari del Ferencváros, ritorna in patria per giocare nuovamente nel W Connection e poi, dal 2012, nel Central Football Club.